# O Diário
O Diário foi um jornal português, afecto ao Partido Comunista Português que se publicou em Lisboa entre 10 de janeiro de 1976 e 1990.
Teve como directores Miguel Urbano Rodrigues (até 1985), António Borga e Armando Pereira da Silva.